# Čelinac
La municipalidad de Čelinac se localiza dentro de la región de Banja Luka, dentro de la República Srpska, en Bosnia y Herzegovina.

## Localidades
Esta municipalidad de la República Srpska, localizada en Bosnia y Herzegovina se encuentra subdividida en las siguientes localidades a saber:
- Balte
- Basići
- Branešci Donji
- Branešci Gornji
- Brezičani
- Crni Vrh
- Čelinac
- Čelinac Gornji
- Dubrava Nova
- Dubrava Stara
- Grabovac
- Jošavka Donja
- Jošavka Gornja
- Kablovi
- Kamenica
- Lađevci
- Lipovac
- Markovac
- Mehovci
- Memići
- Miloševo
- Opsječko
- Popovac
- Skatavica
- Šahinovići
- Šnjegotina Donja
- Šnjegotina Srednja
- Šnjegotina Velika
- Štrbe
- Vijačani Gornji

## Geografía
Čelinac se encuentra en el valle de Vrbanja unos 12 kilómetros al sureste de la ciudad de Banja Luka. Los 362 km² de esta municipalidad son montañosos y en su mayoría se encuentran cubiertos de bosques. Desde el punto más bajo en la desembocadura del Vrbanja Jošavka aumenta la elevación del terreno en el sur (Montañas Uzlomac) hasta 759 metros.
Los municipios vecinos: Banja Luka, Kneževo, Kotor Varoš, Laktaši, Prnjavor y Teslić.

## Demografía
Si se considera que la superficie total de este municipio es de trescientos sesenta y dos kilómetros cuadrados y su población está compuesta por unas 18.713 personas, se puede estimar que la densidad poblacional de esta municipalidad es de cincuenta y dos habitantes por cada kilómetro cuadrado de esta división administrativa.